# Valet ima summis mutare
Valet ima summis mutare è una citazione latina tratta dai versi di un'opera di Orazio.
L'espressione si trova sui versi 16-17 (scritta "valet ima summis / mutare") del Canto XXXIV del Libro I delle Odi. In questo canto Orazio parla della sua conversione all'epicureismo e questa espressione appare mentre descrive i compiti di un dio.
La traduzione è "mutare l'infimo in sommo", cioè trasformare le cose piccole in cose grandi, e il soggetto è una divinità, forse Giove che viene citato all'inizio del canto.
La frase ha inoltre l'accostamento dei due superlativi di significato opposto ima e summus (che significano rispettivamente inferiore e superiore), tipica di molti autori latini. 

## Nella cultura di massa
- Nel romanzo "Il giorno della civetta" di Leonardo Sciascia l’"onorevole" cita parte della frase (ima summis mutare).
- L'Università degli Studi di Palermo ha un'epigrafe davanti al palazzetto neoclassico dov'è inscritta l'espressione insieme agli ultimi versi del canto XXXIV.[1]